# Якупова Гульнур Мідхатівна
Гульнур Мідхатівна Якупова (башк. Гөлнур Миҙхәт ҡыҙы Яҡупова; нар. 24 червня 1948, с. Саїтбаба Гафурійського району Башкирської АРСР) — письменниця, поетеса, перекладач. Заслужений працівник культури Республіки Башкортостан. Кавалер ордена Салавата Юлаєва.

## Біографія
Гульнур Мідхатівна Якупова народилася 24 червня 1948 р. в с. Саїтбаба Гафурійського району Башкортостану.
Закінчила Салаватське педучилище і Башкирський державний університет.
Працювала журналістом у газетах «Зірка», в журналі «Башкортостан кызы», з 1990 року — відповідальним секретарем журналу «Агідель».
Писати вірші почала в 60-ті роки XX століття. Перші її вірші були опубліковані в 1964-65 роках в газетах «Ленинсе» і «Рада Башкортостану». Прозу почала писати в 80-ті роки. 
В даний час продовжує писати повісті та оповідання для дітей, казки. Займається перекладами. Переклала на башкирську мову класиків російської та світової літератури, а також сучасних письменників і поетів: Олександра Філіппова, Юрія Андріянова, Володимира Денисова, Каміля Зіганшина та ін.
Вірші Р. Якуповой увійшли в «Антологію поезії Башкортостану» («Голоси століть»), випущену в 2008 році, в Антологію дитячої літератури (2014) і ін

## Нагороди та звання
- Орден Салавата Юлаєва (2018)[1]
- Заслужений працівник культури Республіки Башкортостан
- Лауреат премії імені Джаліля Кієкбаєва, лауреат республіканської літературної премії імені двічі Героя Радянського Союзу Муси Гарєєва.

## Праці
- «Візерунки: Вірші». Уфа: Башкнигоиздат, 1989. Башк.

- «Автограф: Вірші». Уфа: Башкнигоиздат, 1992 60 с. Башк.

- «Кажан»: Оповідання для дітей. Уфа: Китап, 1993. 32 с. Башк.
- «Дивна новина». Вірші для дітей. Уфа: Китап. 1995. 24 с. Башк.
- «Ода любові»: Вірші. Уфа: Китап, 1996.158 с. Башк.

- «Послання серця»: Вірші. Уфа: Китап, 1998. 224 с. Башк.

- «Розгадування снів». Уфа: Поліграфкомбінат, 1998. 96 с. Башк.

- «Кров хижака». Повісті, оповідання. Уфа: Китап, 2003. 254 с. Башк.
- "Заповіти «Червоної книги». Т. 1: Вірші, оповідання. Уфа: Поліграфкомбінат, 2004. 110 с. Башк.
- "Заповіти «Червоної книги». Т. 2: Вірші, оповідання. Уфа: Поліграфкомбінат, 2006. 130 с. Башк.
- "Адам і Єва". Вірші, поеми. Уфа: Китап, 2008. 325 с. Башк.
- "Пам'ять серця". Вірші. Уфа: Поліграфкомбінат, 2008. 62 с. Рос.
- "Жива природа". Вірші, оповідання, казки для дітей. Уфа: Китап, 2009. 142 с. Башк.
- "Кров хижака". Повість, роман. Казань: Таткнигоиздат, 2011. 320 с. Тат.
- "Заповіти Червоної книги". Вірші, оповідання, казки для дітей. Уфа: Китап, 2013. 250 с. Рос.
- «Жінки». Трилогія. Уфа: Китап. 2013. 725 с. Башк.
- "Жінки". Трилогія. Уфа: Китап. 2015. 725 с. Башк.
- "Патріот". Повість. Москва. 2016. 70 с. Рос.
- "Чарівний олівець". Вірші, оповідання, казки, загадки для дітей. Уфа: Китап, 104 с. Башк.
- "Мости". Повість. Уфа: Китап. 2017. 120 с. Тат.
- "Кров хижака". Повість. Уфа: Китап. 2017. 126 с. Башк.
- "В гостях у Природи". Вірші, казки для дітей. Уфа: Китап. 2017. 110 с. Башк.- рос.